# Wyspiarek zbroczony
Wyspiarek zbroczony, gołąb zbroczony (Gallicolumba luzonica) – gatunek średniej wielkości ptaka z rodziny gołębiowatych (Columbidae). Zamieszkuje Filipiny, a konkretnie wyspę Luzon i sąsiednie mniejsze wyspy Polillo i Catanduanes.
SystematykaWyróżnia się trzy podgatunki G. luzonica:
- G. l. griseolateralis Parkes, 1962 – północny Luzon
- G. l. luzonica (Scopoli, 1786) – środkowy i południowy Luzon, Polillo
- G. l. rubiventris Gonzales, 1979 – Catanduanes

MorfologiaJego czoło jest białawe. Brzuch, pokrywy podogonowe i spodnia część szyi białe. Na środku piersi ma krwistoczerwoną plamę, która do złudzenia przypomina krwawiącą ranę, stąd jego angielska nazwa: Luzon Bleeding-heart (pol.: „luzońskie krwawiące-serce”). Poza tym wyglądem jest podobny do gołębia skalnego. Samica jest ubarwiona tak samo, ale ma bardziej szare czoło i mniejszą plamę na piersi. Długość ciała dorosłych ptaków to ok. 26 cm, z czego 9 cm stanowi ogon.
StatusMiędzynarodowa Unia Ochrony Przyrody (IUCN) uznaje wyspiarka zbroczonego za gatunek bliski zagrożenia (NT – Near Threatened). Trend liczebności populacji uznaje się za spadkowy. Do głównych zagrożeń dla gatunku należą utrata i defragmentacja siedlisk wskutek wylesiania oraz chwytanie przez ludzi w pułapki z przeznaczeniem na handel.